# Ichneumon petiolatus
Ichneumon petiolatus là một loài tò vò trong họ Ichneumonidae.